# A Snow White Christmas
A Snow White Christmas is een Amerikaanse speelfilm uit 2018 onder regie van Kristin Fairweather.

## Verhaal
Wanneer Blanca Snow wordt geconfronteerd met het doorbrengen van Kerstmis met haar lelijke stiefmoeder, Victoria, probeert ze de wensen van haar overleden vader te vervullen en nieuwe herinneringen als gezin te creëren.

## Rolverdeling
- Michelle Randolph - Blanca Snow
- Carolyn Hennesy - Victoria Snow
- Liam McNeill - Hunter
- Rich Barnes - Zane'
- Colt Prattes - Lucas Prince
- Naheem Garcia - Hap
- Lisa Lynch - Doc
- Rose Weaver - Mrs. Woods
- Andrea Lyman - Probate Lawyer
- Celeste Oliva - Raven Loomis